# خيسوس ألونسو فرنانديز
خيسوس ألونسو فرنانديز (بالإسبانية: Chus Alonso)‏ (24 أبريل 1917 بهافانا في كوبا - 9 أغسطس 1979 في إسبانيا) هو لاعب كرة قدم إسباني في مركز الوسط. شارك مع منتخب إسبانيا لكرة القدم. أما مع النوادي، فقد لعب مع ريال أوفييدو وريال بلد الوليد وريال سرقسطة وريال مدريد.

## وصلات خارجية
- خيسوس ألونسو فرنانديز على موقع قاعدة بيانات كرة القدم.إي يو (الإنجليزية)